# Erich I. von Münster
Erich von Hoya (* um 1410; † 1458) war von 1437 bis 1441 oder 1442 Administrator des Bistums Osnabrück. Zwischen 1450 und 1457 beanspruchte er das Bistum Münster für sich. Als Gegenbischof zu Walram von Moers war er eine der Hauptpersonen der Münsterischen Stiftsfehde.

## Leben
Er stammte aus dem Grafengeschlecht Hoya. Erich war Sohn des Grafen Erich I. (Hoya) und Helene von Braunschweig-Lüneburg. Er war Bruder des Bischofs von Minden Albrecht von Hoya. Er studierte an der Universität Erfurt. Im Jahr 1437 wurde er Dompropst in Köln. Dieses Amt behielt er bis 1457.
Nach seiner Wahl zum Administrator des Bistums Osnabrück hat sich Erich von Hoya nicht als fähig erwiesen, die Geschicke von Bistum und Stift zu leiten. Stattdessen hat sein Bruder Johann von Hoya das Land ausgeraubt. Johann wurde von der Stadt Osnabrück gefangen genommen und sechs Jahre inhaftiert. Erich lag zudem im Streit mit Domkapitel und Stadt Osnabrück. Im Machtkampf der Häuser Moers und Hoya um die Vormachtstellung in der Region konnte der Kölner Erzbischof Dietrich II. von Moers leicht das Konzil von Basel von der Absetzung Erichs überzeugen. Stattdessen wurde der Münsteraner Bischof Heinrich II. von Moers zum Administrator ernannt.
Nach dem Tod von Bischof Heinrich II. von Moers wurde Walram von Moers, unterstützt von seinem Bruder, Erzbischof Dietrich, zum Bischof von Münster gewählt. Dagegen gab es Widerstand aus dem Lager der Grafen von Hoya, der Stadt Münster und einiger Domherren. Diese Gruppe machte Johann von Hoya zum Stiftsverweser. Dies hatte das Ziel, Erich zum Bischof von Münster zu machen. Aus dem Gegensatz beider Lager entstand die blutige Münsterische Stiftsfehde. Dabei war Johann von Hoya die eigentliche Führungspersönlichkeit, während Erich kaum eine eigenständige Rolle spielte. Auch nach dem Tod von Walram von Moers 1456 hielt Erich seinen Anspruch auf den Bischofsstuhl neben Konrad von Diepholz aufrecht. Er zog sogar in Münster ein, aber die Mehrheit des Domkapitels entschied sich für Konrad. Beide Seiten baten den Papst um die Bestätigung ihrer Kandidaten. Erich hatte dabei von vorneherein kaum Chancen, war er doch erklärter Gegner von Papst Calixt III.
Dieser bestimmte dann mit Johann von Pfalz-Simmern eine Person, die von dem Konflikt unbelastet war. Erich wurde mit einer Jahresrente abgefunden, in der Höhe des Einkommens des Kölner Dompropstes.